# Diotima van Mantinea

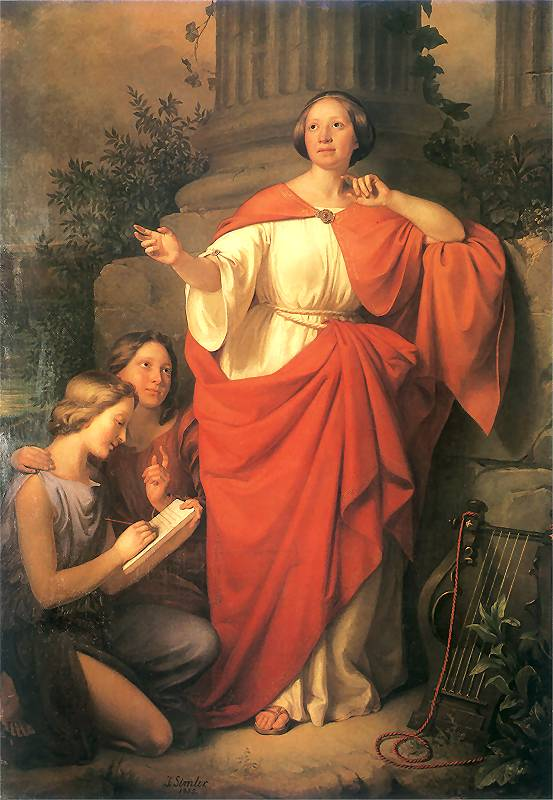
Jadwiga Łuszczewska als Diotima op een schilderij van de Poolse schilder Józef Simmler uit 1855.

Diotima van Mantinea (Oudgrieks: Διοτίμα / Diotíma) is een filosofe en priesteres die een belangrijke rol speelt in Plato’s Symposium (Feestmaal). Zij zou een leermeester zijn geweest van de filosoof Socrates en afkomstig zijn uit de Peloponnesische stad Mantinea. De filosofie van Diotima vormt de oorsprong van het concept van de platonische liefde. De naam 'Diotima' betekent: zij die Zeus eert of zij die door Zeus geëerd wordt.

## Diotima in Plato'sSymposium
Tijdens het symposium wordt gesproken over de liefde (eros). Socrates is de belangrijkste aanwezige. Diotima zelf is niet aanwezig bij het symposium. Socrates vertelt dat hij tijdens zijn adolescentie ingevoerd is in de filosofie van de liefde door de priesteres Diotima. Diotima leerde hem de methode en de betekenis van het liefhebben (eros) en het filosoferen. Alhoewel vrouwen in de Klassieke Oudheid geen belangrijke rol kenden, speelt Diotima wel een belangrijke rol in het Symposium. Socrates' rede over de eros vormt namelijk het slot van het drinkgelag. Plato verwijst in zijn Symposium herhaaldelijk naar de afkomst van Diotima. Zo noemt Socrates haar een ξένη, wat 'gast' of 'vriend' betekent. Hiermee wil Socrates benadrukken dat ze niet afkomstig is uit Athene en dus een vreemdeling is die komt uit Mantinea.
Het enige wat we over Diotima zelf weten is wat we lezen in Socrates' omschrijving van haar.  Ook uit haar speech zelf kunnen we bepaalde karakteristieken van haar afleiden. Zo stelt ze vaak dwingende vragen, die het beeld oproepen van de sofisten. Ze lijkt op alle vragen een antwoord te hebben en zeer overtuigd te zijn van zichzelf. Ook wordt ze door Socrates zelfs letterlijk omschreven als een sofist.
Eros is volgens Diotima geen god maar een geest of daimon, tussen goden en mensen in. Eros is de zoon van Poros (Vermogen) en Penia (Armoede). Eros is niet degene die bemind wordt, maar degene die bemint. Eros is een verlangen naar schoonheid. Het uitgangspunt van liefde is volgens Diotima scheppen in het schone. Liefde is een streven om iets voort te brengen met een ander. Het is het scheppen van de cyclus van het leven: zwangerschap en geboorte. Ze legt Socrates met een beeldspraak uit dat iemand liefde kan hebben voor kennis of wijsheid doordat die zoekt naar waarheid. Diotima's beschrijving van de liefde heeft enkele verschillen met wat Socrates vertelt in de Allegorie van de grot. Diotima zegt namelijk dat niet het Goede maar Schoonheid het hoogste is. Daarnaast vertelt ze aan Socrates dat de ziel even vergankelijk is als het lichaam.

## Persoon of personage
Er bestaat veel speculatie over de echtheid van Diotima. Plato is de enige bron die over Diotima spreekt. Daarom is het moeilijk vast te stellen of zij enkel een personage is of werkelijk geleefd heeft. Het is wel zo dat vrijwel alle personages in de platonische dialogen betrekking hebben op personen die daadwerkelijk in het antieke Athene leefden. Als de etymologie van 'Mantinea' wordt onderzocht, kan er een Grieks woord in herkend worden: μάντις. Dit betekent 'ziener'. Haar afkomst suggereert dus ook sterk dat zij een zieneres zou zijn. Ook het feit dat Diotima in staat was de pest in Athene tien jaar uit te stellen, suggereert een magische gave. Echter wordt Diotima nooit expliciet een μάντις genoemd. Het is waarschijnlijk geen toeval dat Diotima, een vrouw uit Mantinea, afgeschilderd wordt als wijze priesteres. Plato zou hiermee wellicht de fictie van het personage hebben willen benadrukken. Diotima wordt hier dus zeer sterk voorgesteld als iemand die dient als tussenpersoon tussen de goden en de stad Athene.
Behalve het feit dat ze een priesteres is, zijn er nog andere redenen om aan te nemen dat Diotima mogelijk een fictief personage is. Zo verwijst ze in haar speech meermaals naar de redevoeringen van de andere aanwezigen op het symposium, zoals wanneer ze naar de rede van Phaedros verwijst in haar voorbeelden van minnaars die bereid zijn voor elkaar te sterven. Het is echter onmogelijk dat zij getuige was van deze redevoeringen, aangezien ze het symposium zelf niet bijgewoond heeft. Het was namelijk niet toegestaan dat vrouwen aanwezig zouden zijn op zo'n samenkomst. Er wordt daarom ook gesuggereerd dat Diotima de vrouwelijke versie van Socrates is en dat de twee dezelfde persoon zijn. Dit blijkt ook uit de methode die Diotima gebruikt om Socrates te onderwijzen. Ze gebruikt hier namelijk dezelfde methode van vraag en antwoord, de socratische methode, die Socrates zelf altijd hanteert.
Naast Diotima is er ook Aspasia die gekarakteriseerd wordt als filosofe in de Socratische dialogen van Plato. Toch staat zij niet zo centraal in een dialoog van Plato als Diotima. Zij komt in de Menexenus slechts eenmalig voor en zij zou Socrates een redevoering hebben aangeleerd die hij opzegt tegen Menexenus. 

## Vernoemingen
- De planetoïde 423 is vernoemd naar Diotima.[12]
- De filosoof Frans Hemsterhuis noemde zijn vriendin Adelheid Amalia von Gallitzin in de vele brieven die hij haar schreef Diotima.[13]
- De Duitse dichter Friedrich Hölderlin gebruikte de naam Diotima als bijnaam voor Susette Gontard, die hem inspireerde om zijn briefroman Hyperion te schrijven. Hierin schrijft de hoofdpersoon Hyperion brieven aan zijn vrienden Bellarmine en Diotima.
- In het boek De goden gaan naar huis van A. den Doolaard heet een van de hoofdpersonen Diotima.
- In het boek De man zonder eigenschappen van Robert Musil wordt een van de hoofdpersonen door een bewonderaar Diotima genoemd.
- In het boek Gekkenschemer van Louis Ferron aanbidt de hoofdpersoon een jonge Diotima.
- De Belgische Franstalige schrijver Henry Bauchau schreef de roman Diotime et les lions.
- Een door Gudrun Zapf-von Hesse ontworpen lettertype is vernoemd naar Diotima.

## Antieke bron
- Plato, Symposium 201d–212c[14].